# Манли, Джей
Джей Манли (англ. Jay Munly, известен также как munly и Munly Jay Munly) — американский музыкант и автор песен, видный представитель — наряду с Дэвидом Юджином Эдвардсом (16 Horsepower, Wovenhand), — т.н. «денверского звучания», или Gothic Americana, сочетающего элементы традиционной кантри- и фолк-музыки с мрачными, тревожными мотивами и текстами. Участник групп Slim Cessna's Auto Club и Denver Broncos UK, записывается с собственными ансамблями Munly and the Lee Lewis Harlots и Munly and the Lupercalians и под своим именем. В 2006 году по результатам опроса, проведенного среди музыкальных критиков газетой The Denver Post, Munly and the Lee Lewis Harlots были названы лучшей группой Колорадо. В настоящее время он со своей группой Munly and the Lupercalians работает над серией альбомов о вымышленном городе Луперкалия (Lupercalia) и его обитателях. Первый альбом из серии, Petr & The Wulf, был написан по мотивам «Пети и волка» Сергея Прокофьева и вышел в 2010 году на лейбле Alternative Tentacles.
Помимо того, Джей Манли является автором книг, лауреатом Southern Heritage Award и Young North American Playwright Award.

## Дискография
- Blurry (1996 What Are Records?; 2006 Smooch Records (reissue))
- Munly de Dar He (1997 What Are Records?; 2006 Smooch Records (reissue))
- Galvanized Yankee (1999 What Are Records?; 2006 Smooch Records (reissue))
- Jimmy Carter Syndrome (2002 Smooch Records)
- Munly & the Lee Lewis Harlots (2004 Alternative Tentacles/Smooch Records) (как Munly & the Lee Lewis Harlots)
- Petr & the Wulf (2010 Alternative Tentacles) (как Munly & the Lupercalians)